# Kawajima (Saitama)
Kawajima (jap. 川島町, -machi) ist eine Stadt auf der japanischen Hauptinsel Honshū im Landkreis Hiki in der Präfektur Saitama.

## Geografie
Kawajima liegt westlich von Okegawa und Ageo, nördlich von Kawagoe und östlich von Sakado.

## Angrenzende Städte und Gemeinden
- Ageo
- Okegawa
- Kitamoto
- Higashimatsuyama
- Kawagoe
- Sakado
- Yoshimi

## Verkehr
- Straße:
  - Nationalstraße 254